# Rhithrogena znojkoi
Rhithrogena znojkoi is een haft uit de familie Heptageniidae. De wetenschappelijke naam van de soort is voor het eerst geldig gepubliceerd in 1938 door Tshernova.
De soort komt voor in het Palearctisch gebied.